# Richard Irvine
Richard Fyfe Irvine (* 5. April 1910 in Salt Lake City; † 30. März 1976 in Los Angeles) war ein US-amerikanischer Szenenbildner beim Film sowie Vizepräsident von Walt Disney Imagineering.

## Leben
Richard Irvine, der 1910 in Salt Lake City als Sohn eines Augenarztes zur Welt kam, siedelte mit seiner Familie 1922 in den Süden von Kalifornien um. Er besuchte die Stanford University, die University of Southern California sowie das Chouinard Art Institute. Ab Anfang der 1930er Jahre war er als Szenenbildner beim Film in Hollywood tätig. 1939 kam er erstmals als sogenannter Art Director zum Einsatz. Drei Jahre später wurde er zusammen mit Alexander Golitzen für den Oscar in der Kategorie Bestes Szenenbild für Waffenschmuggler von Kenya (Sundown, 1941) nominiert. Hatte er zunächst noch für kleine Produktionsfirmen mit geringem Budget gearbeitet, eröffneten sich ihm neue Möglichkeiten, als er 1945 einen Vertrag bei 20th Century Fox erhielt. Dort war er für das Szenenbild von Filmen wie Das Wunder von Manhattan (Miracle on 34th Street, 1947) mit Maureen O’Hara und Der Scharfschütze (The Gunfighter, 1950) mit Gregory Peck zuständig.
1952 wurde er von Walt Disney engagiert, dem er bei den Entwürfen und dem Bau von Disneyland helfen sollte. Irvine hatte bereits 1944 für Disney gearbeitet, als er für die Realfilmszenen von Drei Caballeros (The Three Caballeros) die Filmbauten schuf. Sowohl Irvine als auch Walt Disney kamen zu der Überzeugung, dass Mitarbeiter Disneys und erfahrene Filmarchitekten für das Design von Disneyland am besten geeignet wären. Walt Disney gründete daraufhin Walt Disney Imagineering, eine Gruppe von Künstlern, Architekten und Ingenieuren, die die Disney-Themenparks unter der Leitung Irvines fortan gestalteten. Ehe Irvine 1973 in den Ruhestand ging, beaufsichtigte er die Entwürfe aller Attraktionen der Disney-Freizeitparks, so auch die der Themenfahrten „The Haunted Mansion“ und „Pirates of the Caribbean“. Zudem leitete er den Bau von Attraktionen wie „It’s a Small World“, die für die New Yorker Weltausstellung im Jahr 1964 errichtet wurden. 1967 wurde er zum Vizepräsidenten und Manager von Walt Disney Imagineering ernannt.
Irvine starb 1976 im Alter von 65 Jahren in Los Angeles, wo er im Forest Lawn Memorial Park beigesetzt wurde. Im Jahr 1990 wurde er postum mit dem Titel einer „Disney-Legende“ geehrt.

## Filmografie (Auswahl)
- 1939: Zauberer der Liebe (Eternally Yours)
- 1940: Der Auslandskorrespondent (Foreign Correspondent)
- 1941: Waffenschmuggler von Kenya (Sundown)
- 1943: No Place for a Lady
- 1944: Drei Caballeros (The Three Caballeros)
- 1946: Behind Green Lights
- 1947: Das Wunder von Manhattan (Miracle on 34th Street)
- 1948: Eine Dachkammer für zwei (Apartment for Peggy)
- 1949: Wenn meine Frau das wüßte (Everybody Does It)
- 1949: Mr. Belvedere kann alles besser (Mr. Belvedere Goes to College)
- 1950: Der Scharfschütze (The Gunfighter)
- 1951: Vergeltung am Teufelssee (The Secret of Convict Lake)
- 1951: Cornelia tut das nicht (Elopement)
- 1952: Versuchung auf 809 (Don’t Bother to Knock)
- 1953: Fünf Perlen (O. Henry’s Full House)

## Auszeichnungen
- 1942: Oscar-Nominierung in der Kategorie Bestes Szenenbild zusammen mit Alexander Golitzen für Die Waffenschmuggler von Kenia
- 1990: Auszeichnung als Disney Legend (postum)